# Arènes de Villeneuve-de-Marsan
Les arènes de Villeneuve-de-Marsan, dont la première construction remonte à 1911 sont les arènes municipales de la commune de Villeneuve-de-Marsan située dans le département français des Landes, dans la région Nouvelle-Aquitaine.  

## Présentation
Ce sont des arènes municipales fixes, construites en dur, dans un style mauresque. Rénovées en 1937, elles peuvent accueillir de 2 400 à 2 500 personnes . On peut les visiter en s'adressant à l'Office du Tourisme de la ville

## Tauromachie

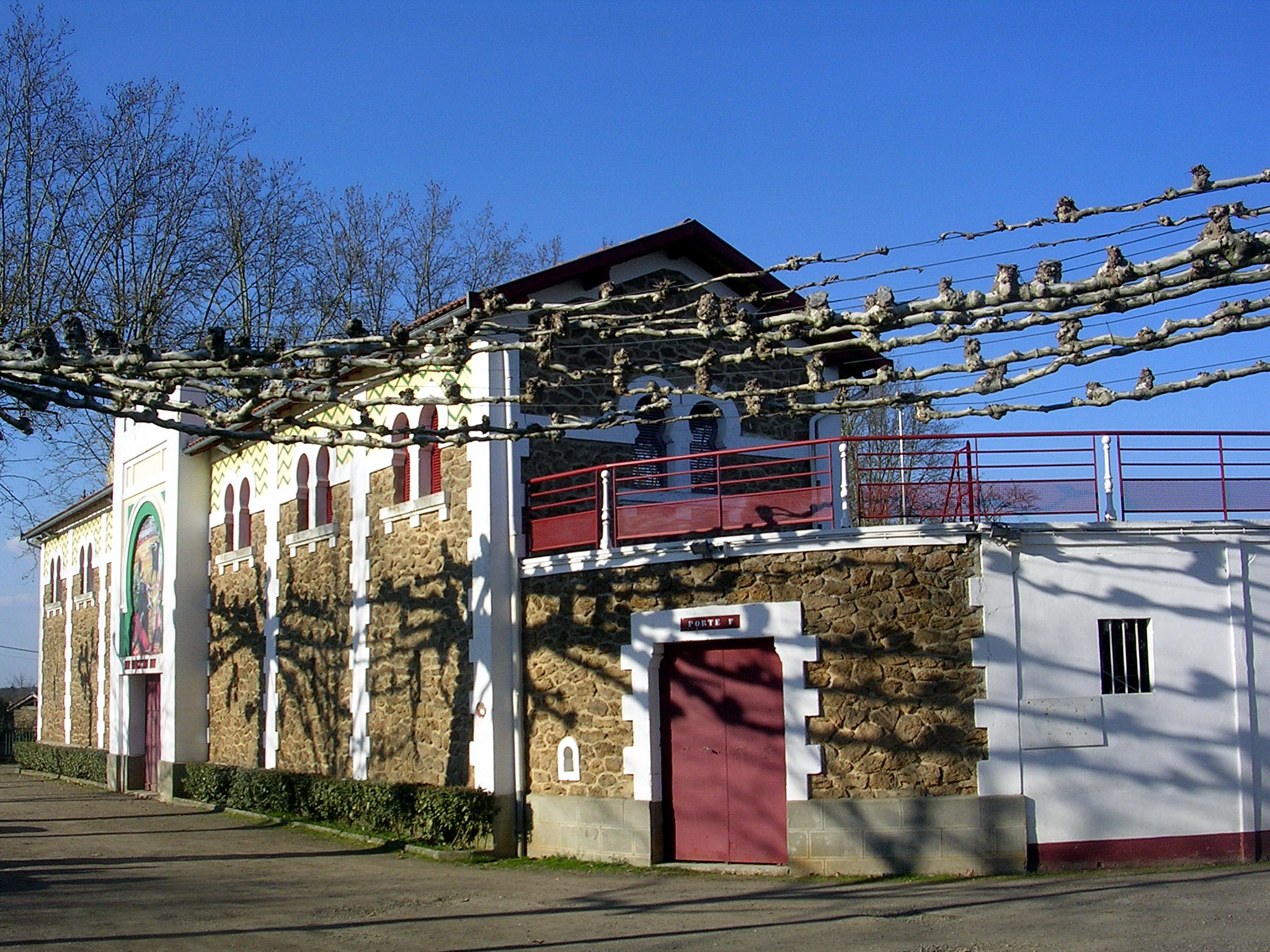
arènes de Villeneuve-de-Marsan

Les arènes sont en majorité dédiées à la course landaise, mais également à la corrida dans la proportion de 14 courses landaises pour 1 corrida, principalement des novilladas dont la première a eu lieu en 1983. On y donne deux ferias dans l'année : celle du club taurin qui a eu lieu le 1er mai en 2013. Et celle de la fête patronale, qui est également une fête tauromachique, début août, ou fin juillet.